# František Biňovec

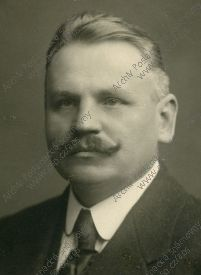
František Biňovec

František Biňovec (* 7. November (Eigenangabe) oder 6. November (Taufeintrag) 1875 in Mikovice, Kralup an der Moldau, Mittelböhmische Region; † 19. Februar 1965 ebenda) war ein österreichisch-tschechoslowakischer Politiker, der unter anderem zwischen 1907 und 1918 Mitglied des Österreichischen Abgeordnetenhauses sowie von 1918 bis 1920 erst Mitglied der Revolutionären Nationalversammlung und daraufhin zwischen 1920 und 1935 Mitglied des Abgeordnetenhauses der Tschechoslowakei.

## Leben
František Biňovec, Sohn des Heizers und Kleinlandwirtes Jan Biňovec, absolvierte nach dem Besuch der Volksschule in Zeměchy  eine Berufsausbildung zum Metalldreher in Kralup an der Moldau und war dort im Anschluss als Metalldreher tätig, ehe er 1903 Beamter bei der Bezirkskrankenkasse in Kralup an der Moldau wurde.
Bei der Reichsratswahl 1907 wurde Biňovec im Wahlbezirk Böhmen 36, der die Gerichtsbezirke Kaudnitz, Welwarn, sowie die Gemeinden Bauschowitzm Böhmisch Kopist, Brnian, Deutsch Kopist, Drabschitz, Hrdly, Keblitz, Podčapel, Chodolitz, Chrastian, Jetschan, Opolan, Schöppenthal, Semtsch, Starrey, Trebnitz, Třiblitz, Tržemschitz, Wrbitschan sowie 12.682 Wahlberechtigte umfasste, erstmals zum Mitglied des Abgeordnetenhauses gewählt und gehörte diesem nach seiner Wiederwahl bei der Reichsratswahl am 13. Juni 1911 in der elften und zwölften Legislaturperiode vom 17. Juni 1907 bis zum 12. November 1918 an. Während seiner Parlamentszugehörigkeit wurde er 1907 zunächst Mitglied des Klubs der böhmischen Sozialdemokraten (Klub českých sociálních demokratů) im Verband der sozialdemokratischen Abgeordneten, danach 1911 Mitglied im Klub der böhmischen Sozialdemokraten (Klub českých poslanců sociálně demokratických) und schließlich am 18. November 1916 Mitglied im Tschechischen Verband (Český svaz). Daneben war er seit 1917 Obmann des sozialdemokratischen Verbands der tschechoslawischen Eisenbahnbediensteten und erbte während des Ersten Weltkrieges 1918 eine Ziegelei in seinem Geburtsort Mikovice.
Bei Kriegsende und der Gründung der Tschechoslowakei am 28. Oktober 1918 wurde Biňovec 1918 zunächst für die Tschechoslowakische Sozialdemokratische Arbeiterpartei ČSDSD (Československá sociálně demokratická strana dělnická) Mitglied der Revolutionären Nationalversammlung (Revoluční národní shromáždění) und daraufhin bei der Wahl am 18./25. April 1920 zum Mitglied des Mitglied des Abgeordnetenhauses der Tschechoslowakei (Poslanecká sněmovna) gewählt, dem er nach seinen Wiederwahlen am 15. November 1925 und am 27. Oktober 1929 fünfzehn Jahre lang bis zum 19. Mai 1935 angehörte.
František Biňovec trat 1921 aus der römisch-katholischen Kirche aus und war seither konfessionslos. 1944 wurde er ins Konzentrationslager Dachau deportiert. Aus seiner 1899 geschlossenen Ehe mit Anna Knoblochová gingen ein Sohn und zwei Töchter hervor.